# Amalia Anglés y Moya
Amalia Anglés y Moya, född 1827, död 1859, var en spansk sångare.
Hon var lärare vid Madrids konservatorium och sånglärare till Isabella II:s döttrar. 